# 대한민국 제17대 대통령 선거 제주특별자치도
이 문서는 대한민국 제17대 대통령 선거의 제주특별자치도 지역 개표 결과이다.

## 개표 결과

### 제주시
|  | 39.13% |

|  | 31.62% |

|  | 15.49% |

|  | 8.43% |

|  | 3.93% |

|  | 0.62% |

|  | 0.51% |

|  | 0.12% |

|  | 0.06% |

|  | 0.05% |

### 서귀포시
|  | 37.46% |

|  | 35.43% |

|  | 13.83% |

|  | 6.12% |

|  | 5.57% |

|  | 0.78% |

|  | 0.49% |

|  | 0.16% |

|  | 0.07% |

|  | 0.05% |

## 전체 결과
|  | 38.67% |

|  | 32.69% |

|  | 15.02% |

|  | 7.78% |

|  | 4.38% |

|  | 0.67% |

|  | 0.51% |

|  | 0.13% |

|  | 0.06% |

|  | 0.05% |

한나라당 이명박 후보가 38.67%의 득표율을 기록하면서 제주특별자치도에서 승리를 거두었다. 이로써 이명박 후보는 지난 14대 대선 이후 15년만에 보수 정당 후보로 제주특별자치도에서 승리를 거둔 후보가 되었다.
대통합민주신당 정동영 후보는 32.69%의 득표율을 기록하면서 2위를 차지했다. 정동영 후보는 호남 지역 이외에서 이명박 후보와 큰 격차가 나면서 패배했지만 제주특별자치도에서는 유일하게 10% 이내의 득표율로 석패하면서 상대적으로 선전했다.
무소속 이회창 후보는 15.02%의 득표율로 3위를 차지했다.
창조한국당 문국현 후보는 7.78%의 득표율로 4위를 차지했다. 문국현 후보는 제주특별자치도에서 전국 최고 득표율을 기록했다.

### 주요 후보 결과
| 지역     | 정동영 | 정동영 | 이명박 | 이명박 | 문국현 | 문국현 | 이회창 | 이회창 |
| 지역     | 득표수 | 득표율 | 득표수 | 득표율 | 득표수 | 득표율 | 득표수 | 득표율 |
| -------- | ------ | ------ | ------ | ------ | ------ | ------ | ------ | ------ |
| 제주시   | 56,798 | 31.62% | 70,297 | 39.13% | 15,142 | 8.43%  | 27,824 | 15.49% |
| 서귀포시 | 24,772 | 35.43% | 26,198 | 37.46% | 4,279  | 6.12%  | 9,671  | 13.83% |

한나라당 이명박 후보가 제주시, 서귀포시에서 모두 승리했다. 특히 제주시에서는 40%에 가까운 득표율을 기록하기도 했다.
대통합민주신당 정동영 후보는 제주시에서 석패했으나 서귀포시에서는 2%p 차이의 적은 격차를 보이며 접전을 펼치기도 했다.
무소속 이회창 후보는 제주시에서 득표율 15% 이상을 기록했다. 창조한국당 문국현 후보 역시 제주시에서 더 높은 득표율을 기록하면서 선전했다.

## 같이 보기
- 대한민국 제17대 대통령 선거